# Ténacité
 (août 2019).
Si vous disposez d'ouvrages ou d'articles de référence ou si vous connaissez des sites web de qualité traitant du thème abordé ici, merci de compléter l'article en donnant les références utiles à sa vérifiabilité et en les liant à la section « Notes et références ».
La ténacité est la capacité d'un matériau à résister à la propagation d'une fissure,.
On peut aussi définir la ténacité comme étant la quantité d'énergie qu'un matériau peut absorber avant de rompre, mais il s'agit d'une définition anglophone. En anglais, on fait la différence entre « toughness », l'énergie de déformation à rupture par unité de volume (J/m3, ce qui correspond aussi à des pascals) et « fracture toughness (en) », la ténacité au sens de résistance à la propagation de fissure.  Il n'existe en effet aucune relation universelle liant l'énergie de déformation à rupture et la résistance à la propagation de fissure, qui n'ont d'ailleurs pas du tout la même unité. 
La ténacité d'un matériau donne la contrainte (en pascal) qu'une structure faite de ce matériau peut supporter, si elle présente une fissure d'une certaine longueur. On exprime la ténacité avec la racine carrée de cette longueur. La ténacité d'un matériau s'exprime donc en Pa m½.
La ténacité d'un matériau n'est pas strictement corrélée à sa fragilité/ductilité (cette dernière se quantifiant par un allongement relatif à rupture, sans unité). Il existe de multiples alliages métalliques ductiles à ténacités plus faibles que nombre de céramiques techniques fragiles. Les carbures de tungstène ont par exemple la même ténacité que des alliages de plomb, matériaux très ductiles, mais sont fragiles,.

## Historique
Le concept de ténacité date des années 1920 est généralement attribué à Alan Arnold Griffith. Dans ses études de la rupture du verre, il a pu constater que la contrainte à rupture ({\displaystyle \sigma _{\mathrm {R} }}) d'une plaque en verre était directement corrélée à la racine carrée de la longueur de la plus grande fissure présente ({\displaystyle {\sqrt {a}}}). Ainsi, le produit {\displaystyle \sigma _{\mathrm {R} }{\sqrt {a}}} est une constante spécifique du matériau.

## Approche qualitative

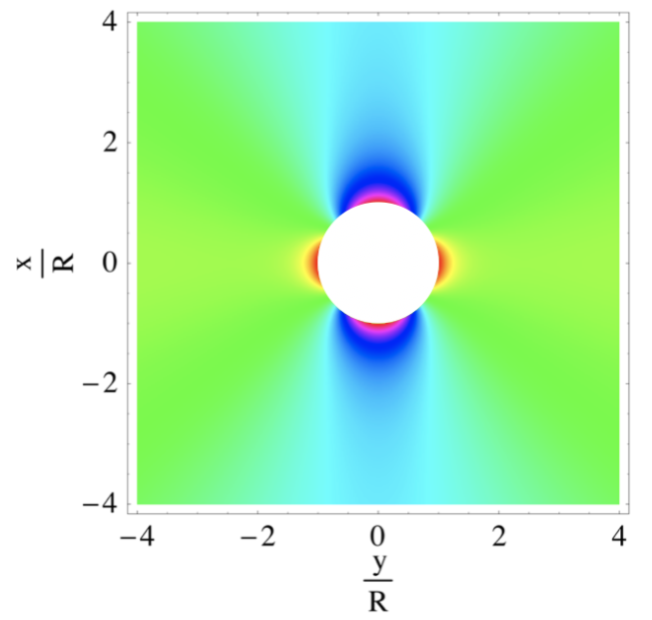
Figure 1. Représentation visuelle de la contrainte orthoradiale dans une plaque percée et étirée dans la direction x. En rouge la contrainte maximale, et en rose minimale. R, le rayon du trou.

La rupture d'une pièce due à une fissure est à rapprocher du phénomène de concentration de contrainte. Lorsqu'une plaque présente un défaut comme un alésage (un "trou") ou une entaille, la contrainte à proximité directe de ce défaut est bien plus grande que la contrainte loin du défaut. On dit que la contrainte y est concentrée (Figure 1). Le rapport entre la contrainte maximale proche du défaut et la contrainte lointaine (loin du défaut) est appelé "facteur de concentration de contrainte" (sans unité). Sur la base de la mécanique des milieux continus on peut calculer analytiquement ce facteur, ou via les méthodes des éléments finis. Il en ressort que ce facteur est fonction affine de la racine carrée de la longueur du défaut, et de l'inverse de la racine carrée du rayon de courbure du fond d'entaille.
Si un matériau possède une contrainte à rupture intrinsèque, c'est-à-dire une contrainte maximale qu'il peut supporter en l'absence du moindre défaut, cela correspond donc qualitativement à l'observation de Griffith d'une constance du produit de la contrainte apparente (loin du défaut) et de la racine de la longueur du défaut.
Néanmoins, une fissure est un défaut présentant un rayon de courbure de fond d'entaille quasi-atomique. Bien que la dynamique moléculaire soit capable de reproduire ce concept de concentration de contrainte à l'échelle atomique, la mécanique des milieux continus ne peut pas décrire quantitativement la concentration de contrainte due à une fissure : avec un rayon de courbure quasi-atomique, donc quasi-nul, la concentration de contrainte y est calculée comme virtuellement infinie.

## Facteurs d'intensité de contrainte
En 1957, à la suite des travaux de l'équipe de Georges Rankin Irwin (en) sont introduits les facteurs d'intensité de contraintes. Le champ de contrainte dans une structure présentant une fissure peut s'écrire comme le produit d'un terme qui ne dépend que des coordonnées spatiales et d'un terme qui dépend principalement de la contrainte lointaine et de la racine carrée de longueur de fissure. Ce dernier terme, noté souvent {\displaystyle K_{i}}, est appelé facteur d'intensité de contrainte, et s'exprime en Pa m½.
Dans le repère ayant pour origine le fond de fissure et pour axe x l'axe de la fissure, le tenseur des contraintes en un point situé aux coordonnées polaires (r,θ) s'écrit en effet:
{\displaystyle \sigma _{ij}={\frac {\mathrm {K} }{\sqrt {2\pi r}}}\,f_{ij}(\theta )}
où fij est une fonction de l'angle.

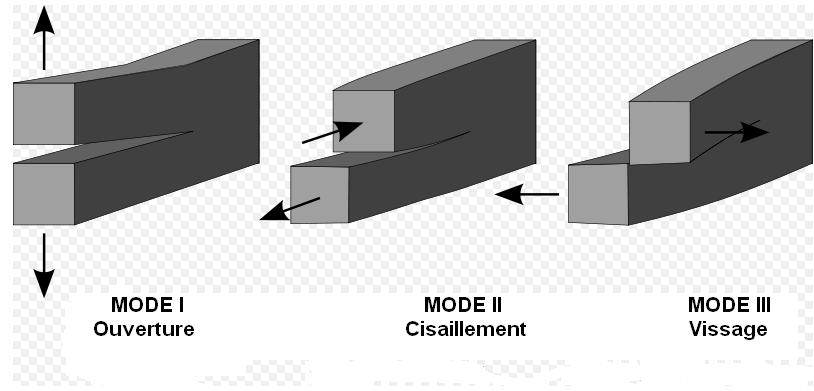
Figure 2. Illustration des trois modes de sollicitation d'une fissure.

On distingue trois modes de sollicitation de la fissure (Figure 2) :
- le mode I : on effectue un essai de traction perpendiculairement au plan de la fissure, c'est le mode le plus dangereux car en mode II et III la fissure peut dissiper de l'énergie par frottement de ses lèvres.
- le mode II : on cisaille dans le plan de la fissure ;
- le mode III : on cisaille perpendiculairement au plan de la fissure.

Il y a donc 3 facteurs d'intensité de contraintes : {\displaystyle K_{\mathrm {I} }}, {\displaystyle K_{\mathrm {II} }} et {\displaystyle K_{\mathrm {III} }}. Ces facteurs dépendent en réalité du positionnement de la fissure (notamment si elle débouche en surface ou non). Pour une fissure de longueur {\displaystyle 2a} et une pièce infinie, le facteur d'intensité de contrainte {\displaystyle K_{\mathrm {I} }} vaut :
{\displaystyle K_{\mathrm {I} }=Y\sigma {\sqrt {\pi a}}}
Y : un facteur géométrique sans unité dépendant de la forme de la fissure (mais pas de sa taille).
Le premier critère de rupture, en mécanique que la rupture consiste à dire que la fissure s'est propagée car le facteur d'intensité de contrainte a atteint une valeur critique, appelée facteur d’intensité de contrainte critique en mode I, II ou III, ou plus couramment "ténacité" en mode I, II ou III, qu'on nomme alors {\displaystyle K_{\mathrm {IC} }}, {\displaystyle K_{\mathrm {IIC} }} ou {\displaystyle K_{\mathrm {IIIC} }}. Cette valeur critique est une propriété du matériau, indépendante d'effet de structure, comme la longueur de fissure.
Le verre à vitre a une ténacité inférieure à 1 MPa m½ et la plupart des céramiques techniques dépassent rarement 10 MPa m½ là où certains métaux peuvent atteindre jusqu'à 200 MPa m½, à température ambiante.

## Détermination expérimentale
Pour déterminer expérimentalement la ténacité, on utilise une éprouvette pré-entaillée que l'on casse pour estimer sa résistance à la propagation de ce défaut. Les éprouvettes sont le plus souvent soumises à un essai de flexion 3 ou 4 points comme pour l'essai SENB (Simple Poutre Entaillée Droite ou Single Edge Notched Beam), CNB (Poutre Entaillée en Chevron ou Chevron Notched Beam) ou SEPB (Single Edge Pre-Cracked Beam), ou à un essai de traction comme pour l'essai CT (Traction Compacte ou Compact Tension). Les méthodes SENB, CNB et CT consistent à usiner une entaille, alors que la méthode SEPB à créer une fissure par indentation. La ténacité est évaluée soit par la force à rupture, soit par le travail mécanique fourni à rupture (l'énergie élastique). Par exemple, pour un essai CNB en flexion 3 points:
{\displaystyle K_{IC}={\frac {P_{max}}{B{\sqrt {W}}}}Y_{C}^{*}}
{\displaystyle P_{max}} la force à rupture, {\displaystyle B} et {\displaystyle W} les largeur et hauteur de l'éprouvette, et {\displaystyle Y_{C}^{*}}un facteur prenant en compte la géométrie d'entaille. D'un autre côté, en prenant l'aire {\displaystyle A} sous la courbe force/flèche (donc le travail mécanique) jusqu'à rupture, on peut aussi évaluer la ténacité comme:
{\displaystyle K_{IC}={\sqrt {\frac {A\ E^{*}}{S}}}}
{\displaystyle S} la surface fissurée et, en hypothèse de contrainte plane :
{\displaystyle E^{*}={\frac {E}{1-\nu ^{2}}}}
{\displaystyle E} le module de Young et {\displaystyle \nu } le coefficient de Poisson.